# 海軍信号
海軍信号（かいぐんしんごう）は、大日本帝国海軍における通信、連絡のための信号である。

## 概要
大きく分けて、旗旒などの形象、灯火などによる視覚信号と、号砲、汽笛などが使用される聴覚信号に分けることができ、艦船においては艦内用と艦外用に分けることもあった。
艦内用は、メガホン、伝声管、高声電話などがあり、メガホンはラッパ形でふつう陸上でも使用する。
伝声管は艦橋と機関室、射撃指揮所と砲側など、艦内各要所を連絡するもので、6cmないし10cmくらいの細い管で、メガホンと同じく肉声をそのまま伝える。
高声電話は伝声管と目的は同じである。
他に射撃および水雷発射用に特殊な艦内通信装置がある。
艦船と艦船および陸上との間で使用する艦外通信は手旗、腕木通信機、信号旗、信号灯、信号用探照灯、無線電信、電話および汽笛、汽角、号砲、号火、火箭などがあり、手旗および信号旗は昼間用、信号灯は夜間用であり、探照灯、無線電信、電話などは昼夜共通である。
信号灯および探照灯の信号はモールス符号を灯火の点滅で表示し、汽笛、汽角、号砲、号火、火箭は海上衝突予防、霧中航行など警戒、呼集などに使用する。
信号旗の信号は万国信号旗と海軍信号書を併用し、信号書には信号旗1個ないし数個ごとのそれぞれの配列の意味が記載されている。
かりに旗艦から部下の艦船に「直ちに出港準備をなせ」と信号するならば、信号書で該当する信号旗の綴り方を調べて旗を掲揚し、他の艦船においてはこれを信号書に対照して意味を知る。
日本海海戦の「皇国の興廃」の信号はこの方法による。
無線電信は1902年海軍に採用され使用されたが、日本海海戦前、哨艦信濃丸が伝えた「敵艦見ゆ」という警電が海戦に応用されたのが最初である。